# 緒方孝男
緒方 孝男（おがた たかお、本名・佐藤孝男、1912年（大正元年）9月7日 - 1988年（昭和63年）11月4日）は、昭和期の労働運動家、政治家。衆議院議員（1期）。

## 経歴
大分県速見郡山浦村（山香町を経て現杵築市）で生まれる。1924年（大正13年）山香高等小学校を卒業した。
1934年（昭和9年）日本製鐵八幡製鉄所に工員として就職。戦後、八幡製鉄所労働組合運動に参画し、同労組執行委員、同副組合長、同三代組合長、日鉄労働組合連合会長などを務めたが、1950年（昭和25年）連合国軍最高司令官総司令部（GHQ）の追放処分（レッドパージ）を受けた。
1951年（昭和26年）労働組合の支援を受け福岡県議会議員に当選。日本平和委員会委員、日中友好協会理事などを務めた。
1960年（昭和35年）11月の第29回衆議院議員総選挙で福岡県第2区から日本社会党公認で出馬して当選し、衆議院議員に1期在任した。この間、社会党福岡県連合会教宣局長、同組織局長、同国民運動委員長などを務めた。その後、第30回、第31回総選挙に立候補したがいずれも落選した。
1988年（昭和63年）11月4日死去、76歳。死没日をもって勲四等旭日小綬章追贈、従五位に叙される。